# الأمير (فلم 2014)
الأمير  (بالإنجليزية: The Prince) هو فيلم حركة تم إنتاجه في الولايات المتحدة وصدر في سنة 2014. من بطولة بروس ويليس وجون كيوزاك وبي وجيسيكا لاوندز و50 سنت.

## القصة
تدور أحداث الفيلم حول بول (جيسون باتريك) الذي كان في السابق قاتلًا محترفًا وواحدًا من أبرز زعماء الجريمة في لاس فيجاس، والذي يضطر للعودة إلى عالم الجريمة مرة أخرى بعد اختطاف ابنته أنجيلا (جيسيكا لوندس)، ويتعاون في ذلك مع صديقه المقرب سام (جون كيوزاك). في هذه العودة سيكون على كلاهما مواجهة واحدًا من ألد خصومهما وهو عمر (بروس ويليس)

## الميزانية والإيرادات
بلغت تكلفة إنتاج الفيلم حوالي 10 ملايين دولار.

## وصلات خارجية
- مقالات تستعمل روابط فنية بلا صلة مع ويكي بيانات